# Sessomatto
Sessomatto è un film italiano del 1973 diretto da Dino Risi.	

## Trama
Signora, sono le otto
Un cameriere non sa come svegliare la padrona di casa e approfitta della situazione per abusare sessualmente di lei.
Due cuori e una baracca
Due coniugi baraccati e con prole numerosa sospettano di tradirsi a vicenda e perciò, ogni volta che lui torna a casa, si picchiano. Poi in breve tempo si riappacificano e fanno l'amore, eccitati proprio dal litigio e dalle percosse.
Non è mai troppo tardi
Enrico, un avvocato sposato con una donna giovane e bella, ha in realtà una passione gerontofila per le donne che superano i settant'anni e ne concupisce una in particolare, Esperia. Dopo un serrato corteggiamento, Enrico riesce a conquistarla e a fare l'amore con lei; poco dopo, però, Esperia nota che Enrico entra in casa sua anche quando lei non c'è, e sospetta che l'uomo sia in realtà interessato alla giovane cameriera Valeria; troverà invece Enrico intento a tradirla con sua madre novantenne.
Viaggio di nozze
Due sposini, veneta lei e romagnolo lui, vanno in viaggio di nozze a Venezia ma, benché lui appaia come un uomo estremamente focoso, al dunque non riesce a consumare il matrimonio. La moglie scoprirà che il marito riesce a fare l'amore solo su mezzi di trasporto in movimento, e così lo faranno per la prima volta nell'ascensore del loro condominio.
Torna piccina mia
Un uomo lasciato dalla moglie chiede a una giovane e bella prostituta di travestirsi come lei, rendendosi così grassa e poco avvenente, per tentare di illudersi in qualche modo di riavere la donna di cui è ancora tanto innamorato.
Lavoratore italiano all'estero
Un italiano immigrato in Danimarca lavora come donatore di sperma. Un giorno si masturba pensando alla bella suora dell'ospedale. L'episodio è recitato in danese, senza sottotitoli, fatta eccezione per due frasi in napoletano nella scena iniziale.
La vendetta
A Collesano, in Sicilia, un galantuomo è stato ucciso in seguito a uno sgarro al potentissimo boss mafioso locale, don Alvaro Macaluso. Durante il periodo di lutto, la giovane e bella vedova riceve don Alvaro, noto donnaiolo, e gli lascia capire di essere disposta a diventare la sua amante. Il boss non esita a portare la donna in casa sua e a sottoporla a prestazioni sessuali straordinarie, fino a morire per un attacco cardiaco. In realtà, la giovane vedova aveva escogitato questo piano proprio per vendicare il marito.
Un amore difficile
Saturnino, un giovane pugliese appena giunto a Milano in cerca di fortuna, crede di poter contare sul fratello Cosimo che da diversi anni si è stabilito nel capoluogo lombardo, ma la cognata gli comunica che Cosimo è da tempo irreperibile. Prima di tornare al paese, Saturnino entra in una balera popolare, dove conosce Gilda, un'affascinante signora milanese della quale s'innamora, subito ricambiato. Il rapporto si dimostrerà piuttosto burrascoso e ha una prima battuta d'arresto quando Saturnino si accorge che Gilda è una prostituta di professione. Appena il tempo di riappacificarsi e la coppia soffre una nuova rottura quando Nino scopre che Gilda non è una donna, ma un travestito. Anche questo scoglio viene superato, ma la faccenda si complica pesantemente, allorché Saturnino capisce di essersi innamorato proprio del fratello Cosimo.
L'ospite
La bella moglie di un industriale tenta di sedurre un impacciato ospite invitato a cena. Alla fine, il marito della donna caccia via l'ospite e ringrazia la moglie per avere recitato bene il suo ruolo di provocatrice. Ormai eccitato dalla donna, l'ospite si congeda lanciandosi addosso alla cameriera, che si lamenta di come questi inviti a cena di "forestieri" finiscano sempre in questo modo, con lei a farne le spese.

## Produzione
Alcune scene del film a Milano sono girate nel Centro direzionale di Milano (Giannini con Lionello-Gilda la prostituta), altre scene vicino alla Darsena.

## Colonna sonora

### Tracce
1. Sessomatto – 3:36
2. Two Happy People (Michael Fraser/Armando Trovajoli) – 2:17
3. Signora sono le otto – 2:40
4. Due cuori e una baracca – 1:38
5. Palm Tree – 1:38
6. L'ospite – 3:09
7. Viaggio di nozze – 2:20
8. Un amore difficile – 2:16
9. Delitto sessuale – 3:34
10. D'amore si muore – 1:04
11. I Apologise Mr. Rossini – 2:28
12. Kinky Peanuts – 3:35
13. Torna piccola mia – 2:33
14. Non è mai troppo tardi – 2:00
15. Searching For Something (Michael Fraser/Armando Trovajoli) – 2:07
16. Sessomatto – 2:00

## Galleria d'immagini

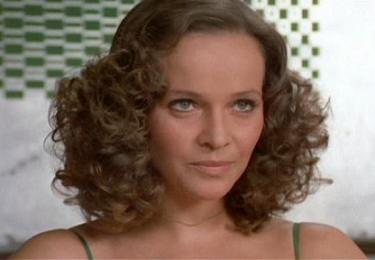
Laura Antonelli nell'episodio L'ospite
Laura Antonelli nell'episodio Signora, sono le otto
Giancarlo Giannini e Laura Antonelli nell'episodio Lavoratore italiano all'estero